# Otto Brunner (Historiker)

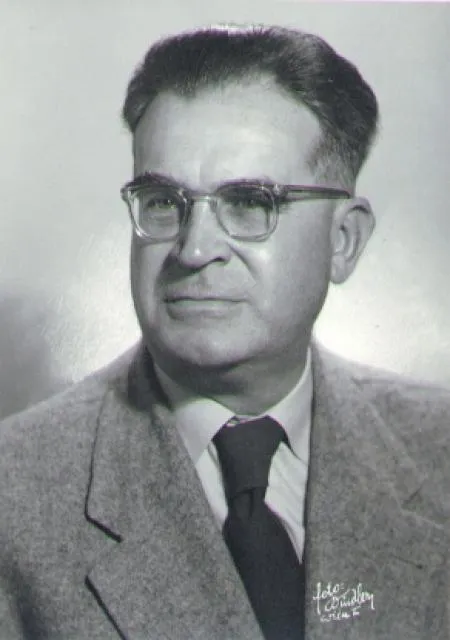
Porträt des österreichischen Historikers Otto Brunner

Otto Brunner (* 21. April 1898 in Mödling bei Wien; † 12. Juni 1982 in Hamburg) war ein österreichischer Historiker. Seine 1939 erstmals publizierte und mehrfach nachgedruckte Darstellung Land und Herrschaft zählt zu den einflussreichsten und umstrittensten Schriften der Mediävistik.

## Leben

### Jugend und Ausbildung
Otto Brunner wurde in Mödling bei Wien als Sohn des Bezirksrichters Heinrich Brunner und dessen Frau Flora (geb. Birringer), Tochter eines Weingutbesitzers aus Langenlois, geboren. Nach dem frühen Tod seines Vaters im Jahre 1900 wuchs er auf dem Gut seiner Mutter in Langenlois auf, wo er auch die Volksschule besuchte. Danach ging er auf das Gymnasium in Wien-Währing, allerdings nur ein Semester lang, da seine Mutter inzwischen eine Ehe mit einem Berufsoffizier eingegangen war, der nach Iglau versetzt wurde.
Brunner wechselte daraufhin das Gymnasium und besuchte von 1909 bis 1914 das Gymnasium in Iglau. Mit dem Ausbruch des Ersten Weltkrieges besuchte er von 1914 bis 1916 das erste Deutsche Gymnasium in Brünn. Getragen von der allgemeinen Kriegsbegeisterung, meldete er sich 1915 freiwillig zum Fronteinsatz, der aber erst nach Abschluss des Gymnasiums 1916 Realität wurde: Er kämpfte an der Isonzofront.
Nach der Kriegsniederlage der Mittelmächte verließ Brunner im November 1918 als Leutnant das Militär und begann noch im Dezember 1918 – mitten in den Nachkriegswirren und dem Zerfall der Doppelmonarchie – das Studium der Geschichte und Geographie am Institut für Österreichische Geschichtsforschung (IFÖG) der Universität Wien. Auf Anraten verschiedener Gelehrter legte Brunner sein Studium breit gefächert an. So studierte er neben Kunstgeschichte, Gesellschaftslehre (Soziologie) und Wirtschaftswissenschaft vor allem Rechts- und Staatswissenschaften mit dem Schwerpunkt Deutsche Rechtsgeschichte. Diese Wissenschaften gaben ihm ein für Historiker untypisches theoretisches Rüstzeug an die Hand, dessen Anleihen in seinen späteren Werken, vor allem in seinem Hauptwerk Land und Herrschaft, deutlich sichtbar werden sollten. Auch in seinen späteren Studien kombinierte er sozial-, wirtschafts- und verfassungsgeschichtliche Aspekte. 1922 vollendete Brunner seine Dissertation mit dem Titel Österreich und die Walachei während des Türkenkrieges 1683–1699 und wurde bei Oswald Redlich zum Dr. phil. promoviert. Im Juli 1923 machte er die Abschlussprüfung am IFÖG. Der Titel seiner Institutsarbeit lautete Studien zur Geschichte des Edelmetallbaues im Erzstift Salzburg.
Im Oktober 1923 begann Brunner eine weitere Ausbildung zum Archivar am Haus-, Hof- und Staatsarchiv in Wien. Diese Zeit der Nähe zu den mittelalterlichen und frühneuzeitlichen Quellen nutzte er, um sich einen Überblick über die im Archiv vorhandenen Unterlagen zu verschaffen. Nach drei Jahren wurde er als Unterstaatsarchivar zum Beamten ernannt. Diese Ernennung schuf die materielle Grundlage für die Hochzeit mit Stefanie Staudinger am 24. Februar 1927. Das Paar hatte später zwei Töchter.
Nach weiteren drei Jahren erfolgte 1929 Brunners Habilitation bei Theodor Mayer an der Universität Wien, mit der Habilitationsschrift Die Finanzen der Stadt Wien von den Anfängen bis ins 16. Jahrhundert. In diesem Werk gelang ihm erstmals eine Verzahnung von wirtschafts- und verwaltungsgeschichtlichen Fragestellungen. Der Gutachter, der Wirtschaftshistoriker Alfons Dopsch, urteilte, „daß die von ihm zutage geförderten wissenschaftlichen Ergebnisse nicht nur einen bedeutsamen Fortschritt auf dem Gebiete der österreichischen Wirtschafts- und Verwaltungsgeschichte darstellen, sondern darüber hinaus auch für die Geschichte des deutschen Städtewesens überhaupt Beachtung verdienen.“ Noch im selben Jahr erhielt Brunner einen Lehrauftrag als Privatdozent an der Universität Wien.

### Akademische Karriere in Wien ab 1931

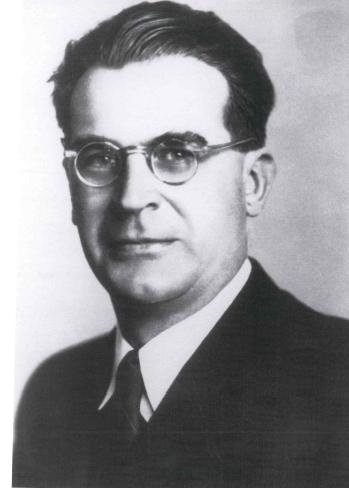

Im Juli 1931 wurde Brunner im Alter von erst 33 Jahren außerordentlicher Professor für mittelalterliche Geschichte am IFÖG. Zu verdanken hatte er diesen Aufstieg Hans Hirsch, der seit 1931 Leiter des IFÖG war. Hans Hirsch war beeindruckt von Brunners Arbeiten und wurde ihm Mentor und Förderer. Otto Brunner hielt Vorlesungen und Übungen zur österreichischen Verfassungs- und Verwaltungsgeschichte. In den Übungen führte er die Studenten in die historischen Hilfswissenschaften wie Quellenkunde, Genealogie, Heraldik und Sphragistik ein.
Um 1930 waren die vorherrschenden geschichtswissenschaftlichen Anschauungen geprägt von der Warte des aufklärerischen Geschichtsdenkens, das im Mittelalter ein rückständiges, finsteres Zeitalter sah; andererseits hatten die Romantiker eine märchenhafte Verklärung des Mittelalters propagiert. Das Fehdewesen des Mittelalters, mit dem beide Strömungen wenig anfangen konnten, nahm Brunner als Musterfall, um daran das Staats- und Rechtsempfinden des mittelalterlichen Menschen deutlich zu machen.
Dabei forderte Brunner wiederholt, der Historiker müsse aus den Quellen stammende Begriffe verwenden, da die moderne Terminologie mit ihren Konnotationen zu Missverständnissen bei der Interpretation mittelalterlicher Verhältnisse führe. Die Ergebnisse dieser Sicht flossen 1939 in das Buch „Land und Herrschaft“ ein. Nach dem Tod seines Mentors und Förderers Hans Hirsch übernahm Brunner nach dessen ausdrücklichen Wunsch 1940 die Leitung des IFÖG. Im gleichen Jahr wurde er zudem Nachfolger Hirschs als Leiter der Südostdeutschen Forschungsgemeinschaft. 1941 wurde er zum ordentlichen Professor für mittelalterliche und neuere Geschichte ernannt. Ferner bekam er den Verdun-Preis für sein Werk Land und Herrschaft. Dieser Preis wurde alljährlich dem Verfasser des besten Geschichtswerkes in Deutschland verliehen.
Von April 1942 bis Juni 1944 wurde Brunner zum Wehrdienst einberufen, zuletzt als Hauptmann der Reserve. Diese Einberufungen wirkten sich kaum auf seine wissenschaftliche Produktivität aus. Auf Antrag des Amtes Rosenberg wurde er schließlich von der unter der Leitung Martin Bormanns stehenden Parteikanzlei der NSDAP als „unabkömmlich“ vom Wehrdienst freigestellt. 1942 erschien die zweite Auflage von Land und Herrschaft, 1943 die dritte. Zudem publizierte er eine Reihe von Aufsätzen und Rezensionen.

### Grade der Politisierung bei Brunner (1931–1945)
Wie im Deutschen Reich begannen die Nationalsozialisten ab Ende der 1920er-Jahre auch in Österreich politisch an Einfluss zu gewinnen, kamen aber bei den Nationalratswahlen 1930 nicht ins Parlament. Kurz nach der Ausschaltung des Parlaments und Errichtung einer Diktatur 1933 wurden sowohl die Kommunistische Partei als auch die NSDAP verboten. Die Ständestaat-Diktatur versuchte, Österreich als deutschen, aber eigenständigen Staat zu propagieren – ein Konzept, das nur ein sehr kleiner Teil der Bevölkerung teilte, während sich ein Großteil als Deutsche sahen. Auch Brunner war zu dieser Zeit Anhänger einer „großdeutschen Geschichtsauffassung“, die unter den Mitarbeitern des IFÖG und den ordinierten Historikern an der Universität Wien vorherrschte.
Bei Brunner lassen sich verschiedene Grade der Politisierung unterscheiden:

#### Beiträge in Sammelwerken und Zeitschriften
Dieser Grad der Politisierung fällt mit dem Beginn der Protegierung Brunners durch Hans Hirsch zusammen, dem Brunner seine Stellung als außerordentlicher Professor (1931) verdankte. 1932 arbeitete Brunner an einem Sammelwerk mit dem Titel „Bekenntnis zu Österreich“. Dieses Sammelwerk wurde in Berlin veröffentlicht als Ergänzungsband der Monatsschrift „Volk und Reich“. Anlass für diesen Ergänzungsband war die zweihundertste Wiederkehr des Geburtstags von Joseph Haydn. In dem Geleitwort werben die Herausgeber für den Anschluss Österreichs ans Deutsche Reich; Bekenntnis zu Österreich sei Bekenntnis zum Deutschen Reich. Das Geleitwort schließt mit dem Anfang der ersten Strophe des Deutschlandliedes: „Deutschland, Deutschland über alles“. Brunners Beitrag handelte vom Burgenland.
1935 veröffentlichte er einen Beitrag in „Die Rasse“, einer „Monatsschrift der nordischen Bewegung“. Der Titel seines Aufsatzes lautete: „Der ostmärkische Raum in der Geschichte“. In dem Beitrag bezeichnete er den Begriff „Ostmark“ als ein Schlüsselwort für „Österreich als Bollwerk des Deutschen Reiches im Südosten“.
Mit diesem Schlüsselwort offenbarte Brunner eine großdeutsche Einstellung zu einer Zeit, als Österreich noch selbständig war. 1936 publizierte er einen Aufsatz in einem Sammelband, der unter anderem von Heinrich Ritter von Srbik, ordinierter Professor für Geschichte an der Universität Wien und federführender Vertreter einer großdeutschen Geschichtsauffassung, herausgegeben wurde. Der Sammelband hieß „Österreich. Erbe und Sendung im deutschen Raum.“ Das wichtigste Stichwort dabei war die ständige Betonung der „deutschen, völkischen“ Gemeinsamkeiten der beiden noch getrennten Länder.

#### Sympathie für den Nationalsozialismus
1937 nahm Brunner am Deutschen Historikertag in Erfurt teil. Hier hielt er einen Vortrag, in dem er vor dem Hintergrund einer „neuen Wirklichkeit“ – mit der er implizit die nationalsozialistische „Revolution“ im Deutschen Reich meinte –, „eine Revision der Grundbegriffe“ im Bereich der mittelalterlichen Verfassungsgeschichte einforderte. Zu diesem Anlass waren einige Gelehrte mit nationalsozialistischer Gesinnung nach Erfurt gereist, darunter Walter Frank. Andere Teilnehmer ließen sich nicht vom nationalsozialistischen Gedankengut vereinnahmen; manche sprachen, trotz Franks tendenziöser Eröffnungsrede, von einer Niederlage der regimenahen Historiker in Erfurt im Jahr 1937.
Nach dem „Anschluss Österreichs“ stellte Brunner erstmals einen Aufnahmeantrag für die NSDAP, der aber verloren ging. 1940 wurde er in Wien zweiter Vorsitzender der Südostdeutschen Forschungsgemeinschaft, die eine „Legitimierung des imperialen deutschen Machtstrebens gegenüber den ostmittel- und südosteuropäischen Staaten“ anstrebte. 1941 erfolgte Brunners Ernennung zum ordentlichen Professor. Gleichzeitig wurde er Mitarbeiter im Reichsinstitut für Geschichte des neuen Deutschland und Beirat in der Forschungsabteilung Judenfrage. Brunner beantragte am 4. April 1943 erneut die Aufnahme in die NSDAP und wurde rückwirkend zum 1. Januar 1941 aufgenommen (Mitgliedsnummer 9.140.316). Noch im Januar 1945 nahm er an einer Mittelaltertagung in Hitlers Geburtshaus in Braunau teil und hielt als vermutlich letzter Redner in einer Vortragsreihe „Weltgeschichtliche Bewährungsstunden“ des Auslandswissenschaftlichen Instituts der Kaiser-Wilhelms-Universität einen Vortrag über die Schlacht auf dem Lechfeld.

## Nachkriegszeit
Im Jahr 1945 wurde er wegen seiner Zusammenarbeit mit den Nationalsozialisten von der Lehrtätigkeit enthoben und 1948 in den Ruhestand versetzt. Sein 1949 veröffentlichtes Werk Adeliges Landleben und europäischer Geist. Leben und Werk Wolf Helmhards von Hohberg 1612–1688 brachte Brunner breite Anerkennung und führte 1954 zur Berufung an die Universität Hamburg als Nachfolger Hermann Aubins, wo er bis zu seiner Emeritierung 1968 blieb. 1959/60 war er außerdem Rektor der Universität. Zusammen mit Werner Conze gründete er den Arbeitskreis für moderne Sozialgeschichte, von 1968 bis 1979 war er Mitherausgeber der Vierteljahrschrift für Sozial- und Wirtschaftsgeschichte. Noch heute beruhen laut Trude Ehlert einige Vorstellungen vom Hauswirtschaften im Mittelalter und in der frühen Neuzeit auf den Untersuchungen Brunners zur sogenannten Hausväterliteratur.

## Kritik
Brunners Thesen zum Wesen des mittelalterlichen Landes fanden in den 1990er Jahren vielfach Kritik, unter anderem durch den israelischen Historiker Gadi Algazi.
Viele der Fachwissenschaftler schlossen sich Algazis zunächst begrüßten Polemiken nicht an: Brunner habe zurecht darauf hingewiesen, dass der Nationalstaatsgedanken des 19. Jahrhunderts für die Erfassung mittelalterlicher Herrschaftsverhältnisse ungeeignet sei.
Brunners zentrale verfassungsgeschichtliche Arbeit Land und Herrschaft wurde von Algazi und anderen Historikern als Hinwendung an das Konzept seines Zeitgenossen Carl Schmitt interpretiert, der das „Politische“ mit starker Betonung auf den Feind-Begriff definierte. Nach Brunners Verständnis war jedoch gerade auch das „Freundverhältnis“ maßgeblich: Die mittelalterliche Geschichte sei vom Primat der Friedenswahrung im Zusammenleben durch ein gemeinsames Rechtsverständnis geprägt gewesen. Entscheidend sei nicht der Kampf um die Macht an sich, sondern das Ringen um das Recht, welches in seinem Wesenskern ein Ringen um den Schutz der gemeinsamen Friedensordnung sei.
Auch neuere Untersuchungen kritisieren Brunners apodiktisches Beharren auf dem Krieg als Daseinsgrundlage im Mittelalter. Zugleich relativieren sie jedoch die Kritik an seinen Arbeiten. Ein Teil der jüngeren Forschung gehe von einer anachronistischen Mittelaltervorstellung aus, die Gewalt als reinen Selbstzweck ansieht und nicht als Mittel der Rechtswahrung und Friedensschaffung. Zugleich würden mittelalterliche „Länder“ als ideologische Konstruktionen angesehen, nicht jedoch als real bestehende Ehr-, Nutz- und Friedensgemeinschaften, die sich modernen Vorstellungskriterien entziehen. Damit werden zugleich die Forschungserkenntnisse Algazis und Kortüms kritisch hinterfragt, die Otto Brunner rein ideologisch-weltanschaulich verorten, jedoch seine Einbindung in eine sich modernisierende Landesgeschichtsschreibung übersehen, die in vielfacher Weise den „cultural turn“ der 60er und 70er Jahre vorbereitete, der in den Geschichtswissenschaften bis heute nachwirkt. Dies erklärt wiederum, wieso Brunners Werk heute noch rezipiert wird.

## Auszeichnungen
- 1941 Verdun-Preis für sein Werk Land und Herrschaft
- 1975 Wissenschaftspreis des Landes Niederösterreich

## Schriften
- Land und Herrschaft. Grundfragen der territorialen Verfassungsgeschichte Österreichs im Mittelalter. Baden bei Wien u. a. 1939; 5. Auflage: Rohrer, Wien/Wiesbaden 1965; Nachdruck der 5. Auflage: Wissenschaftliche Buchgesellschaft, Darmstadt 1990, ISBN 3-534-09466-2.
  - Englische Übersetzung der 4. Auflage: Land and Lordship, University of Pennsylvania Press 1992 (Einführung und Übersetzung: Howard Kaminsky, James Van Horn Melton).
- Adeliges Landleben und europäischer Geist. Leben und Werk Wolf Helmhards von Hohberg 1612–1688. Salzburg 1949.
- Die alteuropäische ›Ökonomik‹. In: Zeitschrift für Nationalökonomie. Band 13, 1950, S. 114–139.
- Abendländisches Geschichtsdenken. Hamburg 1954.
- Neue Wege der Sozialgeschichte. Vorträge und Aufsätze. Göttingen 1956; 2., vermehrte Auflage ebenda 1968: Neue Wege der Verfassungs- und Sozialgeschichte. 3. Auflage 1980.
- „Feudalismus“. Ein Beitrag zur Begriffsgeschichte (= Abhandlungen der geistes- und sozialwissenschaftlichen Klasse der Akademie der Wissenschaften und der Literatur in Mainz. Jahrgang 1958, Nr. 10).
- als Hrsg. mit Werner Conze und Reinhart Koselleck: Geschichtliche Grundbegriffe. Historisches Lexikon zur politisch-sozialen Sprache in Deutschland. 8 Bände in 9. Klett-Cotta, Stuttgart 1972–1997; Nachdruck <-- in 9 Bänden? -->: 2004, ISBN 978-3-608-91500-6.
- Sozialgeschichte Europas im Mittelalter. Göttingen 1978.